# Maestrul (film din 2012)
Maestrul (titlu originar în engleză The Master) este un film dramă american din 2012 scris, regizat și produs de Paul Thomas Anderson. Rolurile principale au fost interpretate de actorii Joaquin Phoenix, Philip Seymour Hoffman, Amy Adams, Laura Dern.
Lancester Dodd (Philip Seymour Hoffman), un veteran din Al Doilea Război Mondial, decide să își facă propria religie. Intelectual carismatic. el atrage de partea lui mulți oameni. Tehnicile de manipulare ale lui Dodd dau roade, iar organizația sa face furori în America anilor '50. Un tânăr rătăcitor și dezorientat, Freddie Quell (Joaquin Phoenix) devine mâna lui dreaptă. În rolul lui Peggy Dodd, Amy Adams.
Considerat de criticii de film unul din cele mai bune filme ale anilor 2010 și al secolului al XXI-lea, pelicula a obținut numeroase nominalizări la Premiile Oscar, Globurile de Aur și BAFTA pentru actorii Amy Adams (cea mai bună actriță în rol secundar), Philip Seymour Hoffman (pentru cel mai bun actor în rol secundar) și Joaquin Phoenix (pentru cel mai bun actor în rol principal). În plus filmul a primit încă o nominalizare la Oscar pentru regie și o nominalizare la BAFTA pentru scenariu.

## Rezumat
Philip Seymour Hoffman, interpretează rolul personajul central - Maestrul - un intelectual carismatic care pune bazele unei organizații religioase ce începe să prindă la mase în America anilor '50.
Povestea se centrează și pe relația dintre Învățător și Freddie (Joaquin Phoenix), un soldat marin dat afară din armată din cauza psihozei de care suferă, alături de obsesii sexuale și de alcoolism, care - după ce încearcă mai multe meserii - rămâne să fie locțiitorul Maestrului. Când adepții învățăturilor lui Seymour Hoffman încep să crească numeric, Freddie începe să-și pună întrebări despre mentorul său și noua sa confesiune.
Drama nu își propune să ofere răspunsuri legate de fenomenul bisericilor relativ nou înființate, ca cea scientologică ori a mormonilor, ci explorează nevoia omului de a crede într-o forță superioară și arată cum un sistem de credință ajunge să devină o religie de sine stătătoare.
În prietenia cu Lancaster e la fel de bine individualizat. În sesiunile lor (ceea ce Dodd numește „processing”), e mai viu ca aproape oricând. Pe de altă parte, uneori rămâne la distanță (când Dodd vorbește în fața unui public, Quell se pierde în mulțime) sau arată de-a dreptul ca un animal de circ în mâinile dresorului: într-o secvență, e pus să meargă dintr-o parte în alta a camerei, de la perete la fereastră, și să descrie ce simte când le atinge; pe Freddie începe să-l irite repetiția, dar discipolii lui Dodd asistă la scenă solemn.
La polul opus, Maestrul însuși e o prezență impunătoare. Când îl întâlnește pe Freddie, ia inițiativa – deși Freddie îi zice doar că vrea ceva de lucru, el își face un mini-CV și îi spune că e „un bărbat imposibil de iscoditor”, la fel ca el. Măiestria lui stă în imaginea pe care o proiectează. De mai multe ori pe parcursul filmului, Dodd îi ia apărarea lui Freddie și dă semne că ar face sacrificii să-l țină aproape, dar depinde cu adevărat de el o singură dată – când Dodd pozează pentru Freddie și stă așezat în fața camerei într-un unghi favorabil, așteptând tăcut ca Freddie să aranjeze luminile, fără să poată protesta dacă îl arde căldura lămpii.
Soția lui Dodd (Amy Adams), care pare să-l conducă din umbră, își face apariția imprevizibil în toate secvențele în care e în prim-plan. Fiul lui are un rost minor în poveste – îl provoacă pe Freddie prin ireverența cu care vorbește despre afacerea tatălui său. O susținătoare bogată (Laura Dern), care îi primește în casa ei pe Maestru și pe adepții lui, pare că îl venerează și în același timp îl plictisește, tocmai pentru că e atât de serviabilă. În jurul lui Freddie nu rămâne nimeni prea multă vreme – singura persoană marcantă din viața lui e o prietenă din adolescență.

## Distribuție
- Joaquin Phoenix - Freddie Quell
- Philip Seymour Hoffman - Lancaster Dodd
- Amy Adams - Peggy Dodd
- Laura Dern - Helen Sullivan
- Ambyr Childers - Elizabeth Dodd
- Rami Malek - Clark Massey
- Jesse Plemons - Val Dodd
- Kevin J. O'Connor - Bill William
- Christopher Evan Welch - John More
- Madisen Beaty - Doris Solstad

## Premii și nominalizări
Premiile Oscar, ediția nr. 85 (24 Februarie 2013)
- Nominalizare la Premiul Oscar pentru cel mai bun regizor - pentru Paul Thomas Anderson
- Nominalizare la Premiul Oscar pentru cel mai bun actor în rol principal - pentru Joaquin Phoenix
- Nominalizare la Premiul Oscar pentru cea mai bună actriță în rol secundar - pentru Amy Adams
- Nominalizare la Premiul Oscar pentru cel mai bun actor în rol secundar - pentru Philip Seymour Hoffman

Premiile Globul de Aur, ediția nr. 70 (13 Ianuarie 2013)
- Nominalizare la Premiul Globul de Aur pentru cel mai bun actor (dramă) - pentru Joaquin Phoenix
- Nominalizare la Premiul Globul de Aur pentru cea mai bună actriță în rol secundar - pentru Amy Adams
- Nominalizare la Premiul Globul de Aur pentru cel mai bun actor în rol secundar - pentru Philip Seymour Hoffman

Premiile BAFTA (2013)
- Nominalizare la Premiul BAFTA pentru cel mai bun actor în rol principal - pentru Joaquin Phoenix
- Nominalizare la Premiul BAFTA pentru cea mai bună actriță în rol secundar - pentru Amy Adams
- Nominalizare la Premiul BAFTA pentru cel mai bun actor în rol secundar - pentru Philip Seymour Hoffman
- Nominalizare la Premiul BAFTA pentru cel mai bun scenariu original